# Lucas Simonsson
Lucas Simon Ulric Simonsson, född 12 februari 1992 i Nittorps församling i Älvsborgs län, är en svensk influerare. Han är delaktig i YouTube-trion JLC och driver en av Sveriges största Instagram-kanaler.

## Biografi
Simonsson växte upp i Nittorp utanför Tranemo med sina föräldrar, en bror och en syster. Efter gymnasiet flyttade han en kort period till Jönköping där han läste på högskola, innan han flyttade tillbaka till Nittorp för att jobba på Limmareds glasbruk, där han också träffade sin blivande sambo. Under en fest 2013 uppmuntrade hans vänner honom att starta ett konto på videoplattformen Vine, för att få utlopp för sin komiska talang. På kort tid fick han tio tusen följare och snart var han uppe i nästan 60 000 följare. Han flyttade till Göteborg 2014, började studera till dataingenjör på Chalmers, och när han hösten 2014 gick över till Facebook som sin plattform ökade följarantalet kraftigt. På fyra månader fick han 120 000 följare.

## Karriär
Under 2015 skrev Simonsson kontrakt med Sony om att producera låtar med hans humor, trots att han själv menar att han inte kan sjunga. Sony hade tidigare skrivit kontrakt med Carl Déman och Jonas Fagerström för liknande upplägg och de tre träffades för första gången i juni 2016 under en turné-spelning i Norrköping. Några veckor senare hörde Déman av sig och föreslog att de tre skulle göra en video ihop, vilket de gjorde. Det blev starten på vad som senare blev Youtubekanalen och humorgruppen JLC.
Simonssons kanaler på Facebook och Instagram växte snabbt. 2016 hoppade han av skolan och arbetade då heltid med sina kanaler. Tillsammans med JLC hade han nu också en Youtubekanal som också växte snabbt. På Guldtuben 2017 tog han emot tre priser: Årets Facebook, Årets Instagram och Årets Stjärnskott (tillsammans med JLC). Medieakademin listade honom 2017 som årets femte mest inflytelserika på sociala medier och året därpå som årets fjärde mest inflytelserika.
Simonsson har i flera år räknats till en av Sveriges "mäktigaste" på Instagram och Facebook i Sverige enligt Medieakademins Maktbarometern. Tillsammans med medlemmarna i JLC klassas han idag som en av de tre mäktigaste totalt på sociala medier i Sverige, toppnoteringen gjordes 2020 då gruppen placerade sig på förstaplats.
Under 2020–2022 spelade Simonsson en av huvudrollerna i humorserien Pappas pojkar.
Simonsson bor idag tillsammans med sin sambo i Mölndal.

## Rollfigurer

### Jeanette
Jeanette är Lucas Simonssons fiktiva flickvän, i blond peruk. Simonsson har i en intervju sagt att rollen baseras på förhållanden han hört om och sina egna ex.

### Sixten
Sixten är en sju år gammal kille, utan koppling till Lucas Simonsson.

### Volvoraggaren
Rollen Volvoraggaren dyker då och då upp, ibland sjungandes. Lucas Simonsson har också tatuerat Volvo-logotyp på rumpan, vilket förstärkt rollen.

## Diskografi
- 2016 – Toffla

## Priser och utmärkelser
| År   | Pris          | Kategori                    | Resultat          |
| ---- | ------------- | --------------------------- | ----------------- |
| 2017 | Medieakademin | Maktbarometern              | Plats 5 (som JLC) |
| 2017 | Guldtuben     | Årets Facebook              | Vann              |
| 2017 | Guldtuben     | Årets Instagram             | Vann              |
| 2017 | Guldtuben     | Årets Stjärnskott (som JLC) | Vann              |
| 2018 | Medieakademin | Maktbarometern              | Plats 4 (som JLC) |
| 2019 | Medieakademin | Maktbarometern              | Plats 3 (som JLC) |
| 2020 | Medieakademin | Maktbarometern              | Plats 1 (som JLC) |
| 2021 | Medieakademin | Maktbarometern              | Plats 3 (som JLC) |
| 2022 | Medieakademin | Maktbarometern              | Plats 3 (som JLC) |